# Глазов, Иван Матвеевич
Иван Матвеевич Глазов (1919—1945) — капитан Рабоче-крестьянской Красной Армии, участник Великой Отечественной войны, Герой Советского Союза (1944).

## Биография
Иван Глазов родился 1 августа 1919 года в посёлке Чистяково (ныне — Брянский район Брянской области) в семье крестьянина. Окончил восемь классов школы, затем курсы электромонтёров, после чего работал по специальности. В 1940 году Глазов был призван на службу в Рабоче-крестьянскую Красную Армию. В 1941 году окончил Энгельсскую военную авиационную школу пилотов, в 1942 году — Высшую школу штурманов и лётчиков Авиации дальнего действия. С 19 октября 1942 года — на фронтах Великой Отечественной войны. Воевал на бомбардировщике «Ил-4». Непосредственно в боях принимал участие с 10 марта 1943 года. Участвовал в бомбардировках скоплений войск и боевой техники противника на железнодорожных узлах Брянск, Унеча, Киев, Могилёв, аэродромах Витебск, Орёл, Орша, Сеща, Полтава. Принимал участие в Курской битве, Смоленско-Рославльской, Ленинградско-Новгородской, Белорусской операциях.
К июлю 1944 года гвардии лейтенант Иван Глазов был заместителем командира эскадрильи 17-го гвардейского авиаполка 6-й гвардейской авиадивизии 1-го гвардейского авиакорпуса дальнего действия. К тому времени он совершил 210 успешных боевых вылетов, нанеся противнику значительный ущерб.
Указом Президиума Верховного Совета СССР от 19 августа 1944 года за «успешно выполненные 210 боевых вылетов и проявленные при этом отвагу и мужество гвардии» лейтенант Иван Глазов был удостоен высокого звания Героя Советского Союза с вручением ордена Ленина и медали «Золотая Звезда» за номером 4359.
Участвовал в освобождении Венгрии, Прибалтики, бомбил Кёнигсберг и Берлин. Последний свой боевой вылет Глазов совершил 30 апреля 1945 года на бомбардировку города Свинемюнде. Глазов провёл бомбардировку, но был сбит. Видя неизбежность падения, он приказал экипажу покинуть самолёт и до последнего момента удерживал самолёт в воздухе, чтобы дать штурману, воздушному стрелку-радисту и воздушному стрелку возможность выбраться. Когда самолёт упал, Глазов погиб. Похоронен в братской могиле в городе Бялы-Бур Западно-Поморского воеводства Польши.
Был также награждён двумя орденами Красного Знамени.